# Consuelo Rodríguez Álvarez
Consuelo Rodríguez Álvarez (Sober, Galicia, España; 25 de febrero de 1942), conocida artísticamente como Chelo Rodríguez, es una actriz y modelo española-venezolana que desarrollo su carrera artística en Venezuela. Nacida en Sober, Galicia, España. Se trasladó a Venezuela a muy temprana edad junto a sus padres y hermanos. Es una de las protagonistas más famosas de las telenovelas venezolanas de los años 1970, siendo Rafaela el éxito que la catapultó como actriz a nivel internacional.

## Biografía
Nació en un pueblecito llamado Canabal, ubicado en la provincia de Lugo, Galicia, España. Sus padres (Serafín Rodríguez y Leonor Álvarez), se fueron a Venezuela cuando ella y su hermano (Carlos Rodríguez Álvarez) eran pequeños. Desde niña deseó estudiar medicina, pero cuando llegó a la adolescencia pensó en ser modelo. Sus estudios sólo llegaron hasta el tercer año de bachillerato, sin embargo estudió Secretariado Comercial, pero una vez culminado esto, se dedicó a la televisión y nunca llegó a ejercer esa profesión.
En 1979 tuvo una relación con el actor Orlando Urdaneta de la que nació su único hijo, Gustavo Enrique Urdaneta.
Se inició en el medio artístico en un programa musical de Aldemaro Romero que se llamaba El show de Aldemaro Romero en Radio Caracas Televisión. Siempre soñó con ser modelo y actriz, pero no estudió esta carrera como tal, ella misma aprendió viendo a la gente. Su primera actuación fue en la telenovela Corazón de madre interpretaba un pequeño papel, hasta que tuvo la oportunidad de trabajar en el éxito de los años 1970 La usurpadora hecha en RCTV (Radio Caracas Televisión).
Después de ello, empezó a trabajar en Venevisión, en donde se dedicó de lleno a la actuación, participando en La loba, que fue su primera novela en este canal. Luego trabajó en otras más, convirtiéndose en la villana de Venevisión. Entre estas producciones está la tercera edición de La señorita Elena. Por otro lado, uno de los trabajos que ella considera más importantes es Rafaela, donde fue la protagonista. Después de esto, se retiró por varios años de la televisión, para después regresar más tarde y trabajar en Mundo de fieras de la escritora venezolana Ligia Lezama, La revancha de la escritora venezolana Mariela Romero, Sueño contigo con la actuación de José Luis Rodríguez "El Puma", Engañada, Sabor a ti, El amor las vuelve locas y su más reciente trabajo en la telenovela ¿Vieja yo? de la escritora venezolana Mónica Montañés del año 2008-2009, todas en Venevisión.
De todos los personajes que ha interpretado durante su carrera, ella cree que ninguno de ellos se parece a ella en la vida real. El que recuerda con más cariño es Rafaela en la telenovela que llevó el mismo nombre, donde se suponía que era médico.
En cuanto a sus proyectos a futuro en el plano profesional, piensa volver a participar en una obra de teatro que se llama La menopausia, un monólogo que se presentará en el Ateneo de Caracas a partir del mes de octubre. Además, le gustaría seguir trabajando en televisión.

## Filmografía

### Programas
- El show de Aldemaro Romero- (RCTV)

### Telenovelas
- Corazón de madre- Lucy (RCTV 1969)
- La usurpadora- Verónica (RCTV 1970)
- Bárbara (RCTV 1971)
- La doña- Diana II (RCTV 1972)
- La loba (Venevisión 1972)
- La señorita Elena- Deborah La Valle (Venevisión 1975)
- La Zulianita- Idania Ferrán (Venevisión 1976)
- Rafaela- Rafaela Martínez (Venevisión 1977)
- Daniela- Verónica (Venevisión 1978)
- Ana María - Ana María (Venevisión 1978)
- María del Mar- María Celeste (Venevisión 1978)
- María José,oficios del hogar (Venevisión 1986)
- Inmensamente Tuya- Ivana (Venevisión 1987)
- Sueño contigo - Fabiana (Venevisión 1988)
- La revancha- Aurora (Venevisión 1989)
- Mundo de fieras-  Miriam de Palacios de Camaro / Raizza Aguirre (Venevisión 1991-1992)
- Mujercitas- Leonora (Venevisión 1999)
- Hechizo de amor- Adelaida de Sotomayor (Venevisión 2000)
- Engañada- Volcan (Venevisión 2003)
- Sabor a ti- Jimena (Venevisión 2004)
- El amor las vuelve locas- Marissa (Venevisión 2005)
- ¿Vieja yo?- Marisol Pérez De Martínez  (Venevisión 2008)
- Más allá del amor- Concordia Martín  (RCTV Producciones 2016)

### Películas
- Bárbara (1974)
- Compañero Augusto- Yoli (1976)
- Soy un delincuente (1976)
- Fiebre (1976)
- Alejandra, mon amour- Gilda (1979)
- Mía Magdalena.[2]

### Obras
- Viva la menopausia (monólogo, 2008)
- Doña Cruela (monólogo, 2009)[3]